# Fakultní nemocnice Olomouc
Fakultní nemocnice Olomouc (zkráceně FNOL) je jednou z 11 fakultních nemocnic zřizovaných přímo Ministerstvem zdravotnictví ČR. Největším zdravotnickým zařízením v Olomouckém kraji a celkově šestou největší nemocnicí v České republice. FNOL disponuje 68 pracovišti, skoro 1200 lůžky a zaměstnává přes 4000 lidí (čímž se stává i největším zaměstnavatelem v kraji). Za rok ambulantně ošetří přes milion lidí a provede více než 22 500 operací.

## Historie
Historie nemocnic v Olomouci sahá až do roku 1246 kdy byl založen první špitál sv. Antonína (Později sv. Ducha), tehdy se jednalo o církevní instituce zřizované u klášterů, které měli za cíl především starost o staré, nemohoucí a opuštěné. Do 18. stol. v Olomouci vzniklo ještě dalších 8 špitálu různé velikosti. V roce 1785 dekretem Josefa II. bylo všech 9 špitálů v Olomouci zrušeno.
Zrušení špitálů měla za následek enormní zvýšení úmrtnosti a velký počet dětí a starých lidí, kteří se najednou ocitli bez potřebné péče. Po velké nevoli obyvatelstva Olomouce a Císařském dekretu Josefa II. o zdravotních ústavech v rakouských zemích z roku 1781, byla v Olomouci jako třetí v zemích rakouského císařství (po Brně - 1783 a Vídni - 1784) roku 1787 založena Olomoucká všeobecná nemocnice s porodnicí a nalezincem v budově bývalého minoritského kláštera.
Za zmínku stojí i vedlejší větev lékařských institucí v Olomouci a to vojenská nemocnice Olomouc založená 1748. Prvně usídlená v části areálu špitálu sv. Ducha a od roku 1778 v čerstvě uvolněném jezuitském konviktu. 1759 byla založena hlavní polní nemocnice v bývalém premonstrátském klášteře, která ovšem zanikla o dva roky později. V roce 1802 vojenská nemocnice Olomouc získala nové sídlo a to právě budovu bývalého premonstrátského kláštera Hradisko ve kterém sídlí dodnes. Vojenská nemocnice Olomouci byla a je důležitou institucí ve městě s přes 250 let trvající tradicí a zkušenostmi nabytými především v průběhu Prusko-Rakouských válek, Napoleonských válek a I. i II. světové válce.
Roku 1855 byla Olomoucká všeobecná nemocnice povýšena na veřejnou a 1862 dokonce na moravskou zemskou nemocnici (oficiálním názvem Moravské zemské všeobecné ústavy v Olomouci). Po zrušení olomoucké pevnosti roku 1886 se umožnila nová výstavba a začal i příliv nového obyvatelstva. Proto roku 1892 byl udělen Františkem Josefem I. a Zemským sněmem v Brně souhlas s výstavbou nových Zemských ústavů v Olomouci (které dostaly pozemek v tehdy ještě samostatné obci Nová Ulice). Ty byly dokončeny roku 1896 a do nových prostor se přestěhovala stará nemocnice z centra a přibyla i spoustu nových oddělení. Tehdejší zbrusu nová nemocnice disponovala internou, chirurgickým oddělením, očním oddělením, infekčním oddělením, lékárnou, sklady zdravotnického materiálu, byty lékařů, domem pro úředníky a klášterem řádových sester. Mimo to byl nový areál nemocnice vybaven kuchyní, prádelnou, strojovnou, kotelnou a stájemi. V roce 1899 přibyla i nová porodnice.

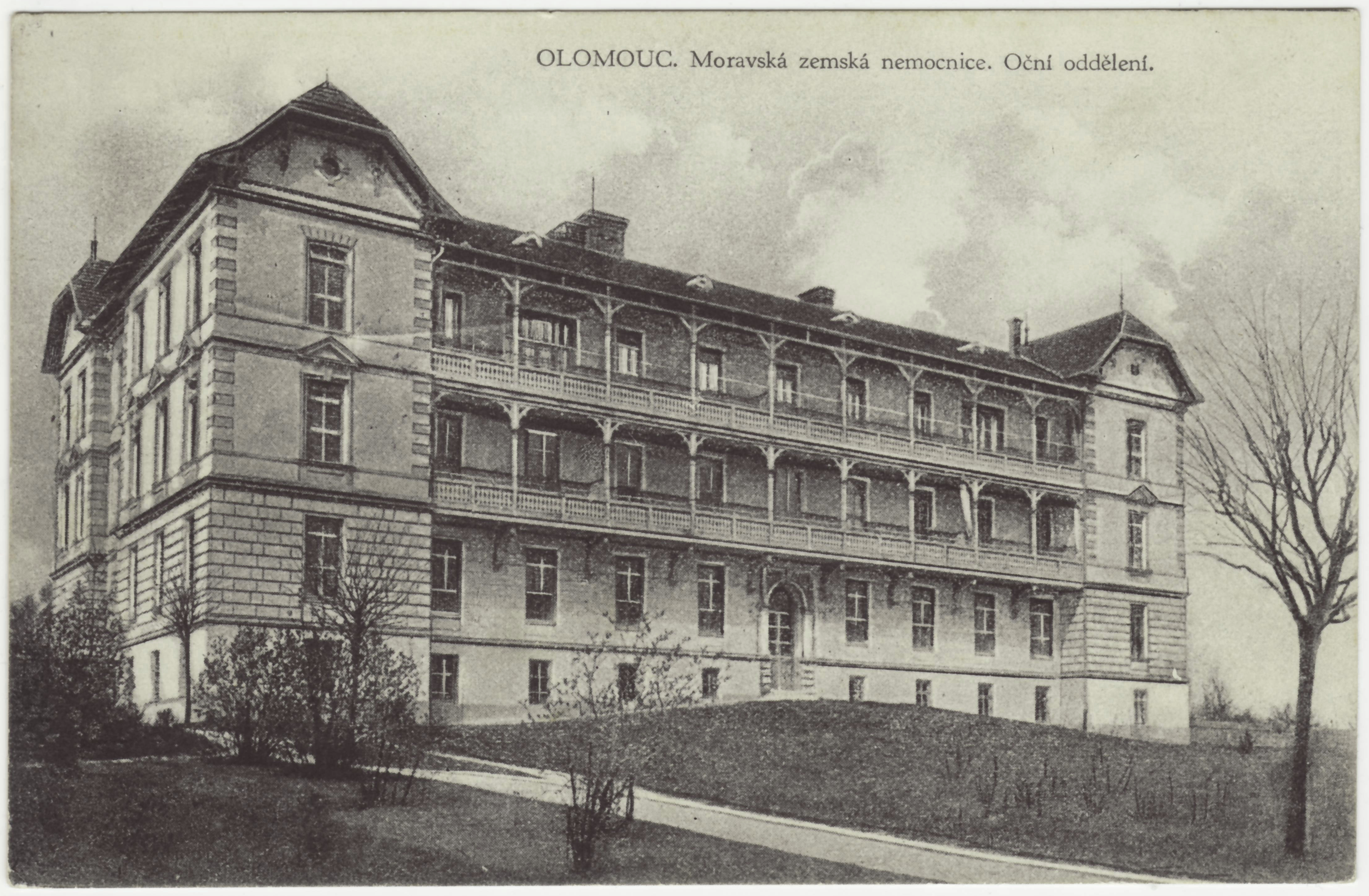
Stará budova očního pavilonu

Nové století se neslo v obdobném duchu jako léta předcházející a to především modernizací a další výstavbou v areálu nemocnice. 1904 se oční oddělení dočkalo svého vlastního pavilonu, kde hned rok na to Eduard Konrád Zirm provedl první transplantaci na světě. 1906 byla postavena nová prosektura a 1908 dermatovenerologické oddělení s laboratořemi a Chirurgické oddělení bylo doplněno o druhý operační sál. Po vzniku první republiky přibyl roku 1924 nový pavilon plicních chorob a rok na to bylo založeno i oddělení ORL. 1930 se otevřelo samostatné dětské oddělení a 1938 i ortopedické. Obě tato nejnovější oddělení dostala svou vlastní budovu až těsně po II. světové válce.
Další etapa nemocnice začala roku 1950 otevřením stomatologické kliniky a postavením domova řádových sester ve stylu funkcionalismu od architekta J. Čermáka. 1951 alergologickým oddělením a 1953 výstavbou nové hospodářské budovy. V roce 1956 byla zahájena rekonstrukce gyneokologicko-porodnické kliniky a 1959 osamocena neurochirurgie. V 60. letech rozšiřování nemocnice neutichlo a hned roku 1961 bylo zřízeno oddělení soudního lékařství, 1964 urologická klinika ve stejném roce přestavěna III. interní klinika, 1965 zprovozněno oddělení nukleární medicíny a nové ústřední biochemické laboratoře a 1968 dokončena přestavba I. a II. interní kliniky spolu s rozšířením transfuzního oddělení. Po neblahých událostech konce 60. let na chvíli rozvoj nemocnice ustal, ale už v roce 1976 byla dokončena nová budova dětské kliniky a přístavba operačních sálů pro I. chirurgické oddělení, urologie a ARO. V roce 1977 následovalo otevření III. stomatologické kliniky a 1979 onkologické kliniky. V roce 1980 proběhla rozsáhlá přestavba I. a II. stomatologické kliniky na ulici Palackého a v roce 1981 byla zprovozněna nová kožní klinika. 1985 byla otevřena samostatná LDNka.
Po revoluci v roce 1989 se začalo přemýšlet nad velkou modernizací, která byla nakonec uskutečněna zahájením výstavby tzv. chirurgického monobloku v roce 1992. Nový monoblok obsahoval 14 nových chirurgických sálů v té době s nejmodernější technologií, diagnostický komplement, oddělení urgentního příjmu a pracoviště intenzivní a resuscitační péče. Celý nový úsek byl dokončen v roce 2005. V roce 2008 bylo v nemocnici zřízeno Onkologické, Traumatologické a Hematoonkologické centrum zařazené do celorepublikové sítě. V roce 2009 proběhla rekonstrukce psychiatrické kliniky. 2010 byla otevřena nová budova špičkového diagnostické pracoviště PET/CT a 2015 nová velká lékárna. V roce 2017 byl také dokončen komunikační systém potrubní pošty o délce 13,5 kilometru s více než 100 stanicemi. Nejnovějšími stavebními přírůstky nemocnice jsou II. interní klinika gastroenterologie a geriatrie (která je první zcela energeticky pasivní budovou v ČR) a přístavba nové Hemato-onkologické kliniky z roku 2019.
V lednu 2022 má FNOL v plánu zbořit svou nejstarší budovu č. p. 185 zvanou Franz Josef a místo ní postavit obří přístavbu k již existujícímu monobloku, která v sobě bude sdružovat veškeré chirurgické obory, novou porodnici s gynekologií a novorozeneckým oddělením, ortopedii, neurochirurgii a neurologii.

## Osobnosti
- Eduard Konrád Zirm (1863–1944) – Oftalmolog, první primář očního oddělení Zemských ústavů v Olomouci a jeden ze zakladatelů transplantační medicíny, který provedl pevní úspěšnou transplantaci živé tkáně na světě.
- Rudolf Bacher (1877–1925) – Uznávaný rentgenolog, průkopník radioterapie. Stal se primářem rentgenologického oddělení, které v Olomouci i sám založil. Zemřel na nemoc z ozáření.
- Otakar Bittmann (1891–1945) – Primář olomoucké porodnice, obnovil v roce 1934 babickou školu v Olomouci. Napsal novou učebnici porodnictví a gynekologie pro mediky a je znám i svým protinacistickým jednáním.
- Josef Blatný (1891–1952) – Primář olomoucké interny, pod jeho dohledem se poprvé v českých zemích použilo antibiotikum. V roce 1945 se jeho zásluhou při nově vznikající univerzitě zřídila i Lékařská fakulta, které se stal v roce 1948 i proděkanem.
- Václav Vejdovský (1896–1977) – Přednosta oční kliniky a děkan lékařské fakulty. Vynikající operatér a průkopník v léčebných metodách. Spoluzakladatel Československé oftalmologické společnosti. Vězněn nacisty.
- Vladislav Rapant (1902–1989) – Primář chirurgického oddělení. Představitel moravské chirurgické školy a odborník v oblasti hrudní a jícnové chirurgie. Průkopník v oblasti chirurgie a většina dnešních olomouckých chirurgů jsou jeho odchovanci.
- Antonín Mores (1908–1997) – Zakladatel olomouckého dětského oddělení a první přednosta dětské kliniky. Z politických důvodů byl roku 1959 donucen opustit UPOL i FNOL a stal se ředitelem olomouckého kojeneckého ústavu.

## Ocenění
V květnu 2024 obdržela nemocnice Cenu města Olomouce za počin roku 2023, a to za otevření Centra zdraví a prevence.